# Wim Vermeersch
Wim Vermeersch is een Belgisch redacteur.

## Levensloop
Sinds 2013 hoofdredacteur van Samenleving & Politiek (SamPol). Zijn stukken zijn gebundeld op https://wimvermeerschblog.wordpress.com.